# Barbourfields Stadium
Il Barborfields Stadium è un impianto sportivo situato a Bulawayo, nello Zimbabwe. Ospita le partite casalinghe della squadra Highlanders FC. Attualmente è il terzo stadio più grande dello Zimbabwe con una capacità di 25.000  posti dopo il National Sports Stadium (60.000 posti) e il Rufaro Stadium (35.000).